# Agromyza rubi
Agromyza rubi este o specie de muște din genul Agromyza, familia Agromyzidae, descrisă de Carl Gustav Alexander Brischke în anul 1881.
Este endemică în Polonia. Conform Catalogue of Life specia Agromyza rubi nu are subspecii cunoscute.